# なつしま
なつしまは、海洋研究開発機構（JAMSTEC）の支援母船・海洋調査船。JAMSTEC初の所有船舶であり、竣工時は海洋調査船としては世界最大の大きさを誇った。もともとは深海潜水調査船「しんかい2000」の支援母船として建造されたが、同船の運用停止以降は、無人潜水機「ハイパードルフィン」などを運用して海洋調査にあたっている。運航・管理業務は日本水産の母船部門の人員を分社化した日本海洋事業へ委託したが、2015年12月17日をもって運用を停止した。その後、日本水産グループのニッスイマリン工業（日水トロール部から発展したエンジニアリング会社）が購入、船籍地を北九州港に移し、2016年4月6日より調査船「CONCEPT」へ改名のうえ運航を再開した。民間所有の調査船の保有は海洋エンジニアリングに次いで2社目となる。

## 来歴
1970年の海洋科学技術審議会（現在の海洋開発審議会）の答申を受けて、日本でも6,000メートル級の深度に到達可能な潜水調査船の開発が志向されることになった。しかし当時運用されていた「しんかい」は600メートル級の潜水調査船であり、一気に6,000メートル級の大深度に挑戦するのは冒険的と考えられた。このため、まず漸進策として2,000メートル級の潜水調査船が建造され、1981年に「しんかい2000」として竣工した。このとき、同船の輸送・運用を担う深海潜水調査船支援母船として、あわせて建造されたのが本船である。

## 設計

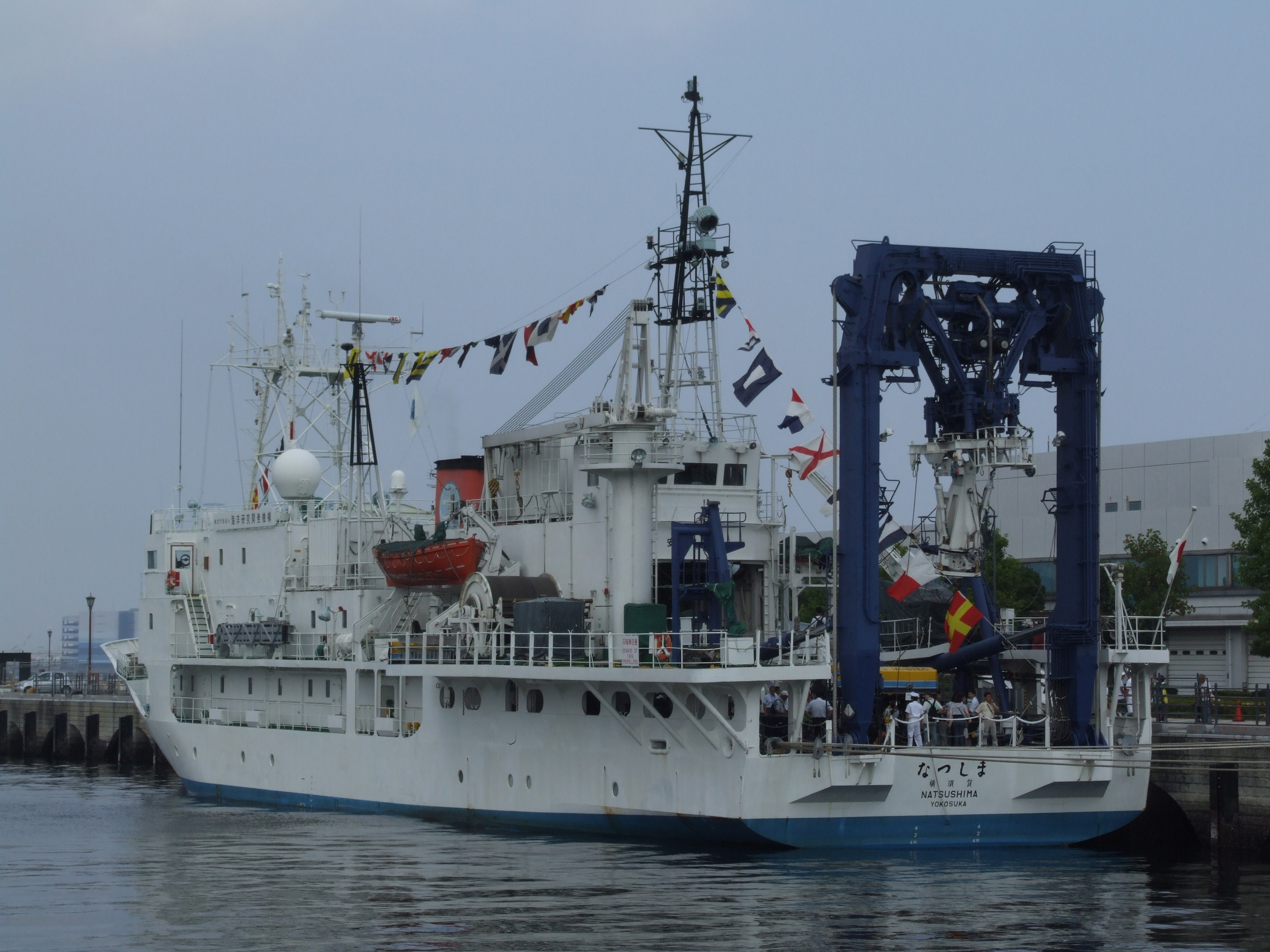
後方からの船影

本船は、「しんかい2000」の輸送・運用を担う深海潜水調査船支援母船として設計されており、そのコンセプトを含めて、各国の同種船舶の範となったとされている。船尾甲板には、しんかい2000用の着水揚収装置とそれを支えるAフレームクレーン、その前方にあたる上部構造物の後端には整備施設を備えた格納庫が設けられていた。特にAフレームクレーンは、その後JAMSTECが建造した「よこすか」や「かいれい」「かいよう」でも、順次に改良されつつ採用された。また24トン近い重量を誇った「しんかい2000」の揚降時の安定性のため、重心降下策にも意が払われた。
深海潜水調査船との交信に用いる超音波や深度ソーナー、精密測深機の障害とならないよう、水中放射雑音の低減に意が払われており、船体を覆う外壁の内側には防音材が施されているほか、防振対策として主機関は防振ゴムを介して据え付ける方式とされている。これらの配慮も、続く「よこすか」などでも踏襲されている。

## 装備

### 搭載艇・搭載機
「しんかい2000」運用時には、シーステート3の海況下でも常時オペレーションが可能、シーステート4でも着水・揚収が可能とされていた。また電波、音波を用いた航行装置により、潜航位置などが正確に計測できるオペレーション情報システムも備えられていた。
無人潜水機としては、まず1988年より「しんかい2000」の事前調査・救難装置を兼ねた有索式のROVである「ドルフィン-3K」の運用に対応した。その後、1999年に海洋調査専従のROVである「ハイパードルフィン」が導入されると、こちらの運用にも対応した。ただし「ドルフィン-3K」については、老朽化もあって、「しんかい2000」とあわせて、2002年に運用を終了した。また深海調査曳航システム「ディープ・トウ」や深海生物追跡調査ロボットシステム「PICASSO」などの運用も行っていた。

## 船歴
船齢のため2015年12月17日に運用停止となった。
その後、ニッスイマリン工業株式会社が購入し、「CONCEPT」と改名のうえで、戸畑港を母港として2016年4月6日より再就航した。同船は、同社として初の自社所有船舶であり、運航には、引き続き日本海洋事業も協働するとされている。